# Menší Vltavice
Die Menší Vltavice, auch Hamerský potok (deutsch Dürnaubach, Dürnauer Bach, Dirnauer Bach bzw. Kleine Moldau) ist ein rechter Zufluss der Moldau/Vltava in Tschechien und Österreich.

## Verlauf
Der Dürnaubach entspringt am Nordhang der Sternstein (1125 m ü. A.) im Mühlviertel in Österreich an der Europäischen Hauptwasserscheide zwischen Elbe und Donau. An seinem Oberlauf fließt der Dürnaubach östlich am Hirschberg (920 m ü. A.) vorbei und durch die Ortschaft Dürnau. Zwischen der Kamenná (937 m n.m.) und dem Jezevčí vrch (Dachshügel, 983 m n.m.) sowie der Hvězdná (1012 m n.m.) fließt der Bach nach zwei Kilometern auf tschechisches Gebiet. Danach folgen beiderseits seines Tales die Wüstung Frantoly (Frauenthal) sowie die Orte Mnichovice (Minichschlag) und Martínkov (Martetschlag). Anschließend durchbricht die Menší Vltavice zwischen dem Uhlířský vrch (924 m n.m.), dem Brod (893 m n.m.), der Vyklestilka (887 m n.m.) und dem Martínkovský vrch (Martinsberg) das Gebirge in einem engen Tal. Südöstlich der Wüstung Pošlák (Poschlag) bildet der Bach die Vodopády svatého Wolfganga (St. Wolfgang-Fälle). Der Unterlauf der Menší Vltavice führt vorbei an Kozinec (Gaishof) nach Vyšší Brod, wo der Bach östlich am Kloster vorbeifließt und schließlich nach acht Kilometern in die Moldau mündet.
Von der Menší Vltavice zweigt bei Kozinec der Opatský kanál zur Wasserversorgung des Klosters Vyšší Brod ab.

## Zuflüsse
- Hraniční potok/Grenzbach (r), auf der deutsch-tschechischen Grenze
- Mezní potok (l), auf der deutsch-tschechischen Grenze
- Mnichovický potok (l), bei Mnichovice